# Hagahai
Die Hagahai sind ein Jäger-und-Sammler-Volk von etwa 300 Personen im Hochland von Papua-Neuguinea in der Provinz Madang, im Westen des Schrader-Gebirges.
Die Hagahai bestehen aus fünf räumlich getrennten Gruppen, die dieselbe Sprache sprechen und sich als eine Stammeseinheit verstehen. Sie betreiben auch Wanderfeldbau. Ihr Erscheinungsbild wird als eher klein gewachsen, dunkelhäutig und kraushaarig beschrieben.
Bekanntheit in der Westlichen Welt erlangten sie, nachdem aus ihrem Blut gewonnene Zellen zur Entwicklung eines Impfstoffes gegen bestimmte Formen der Leukämie vom amerikanischen Gesundheitsministerium zum US-Patent Nummer 5397696 angemeldet wurden.